# فيكايو توموري
أولوافيكايومي أولوادميلولا توموري (بالإنجليزية: Oluwafikayomi Oluwadamilola Tomori)‏ (22 سبتمبر 1997 كالغاري كندا - ) هو لاعب كرة قدم إنجليزي ذو أصول كندية، يلعب كمدافع مع نادي إيه سي ميلان الإيطالي.

## روابط خارجية
- فيكايو توموري على موقع الاتحاد الأوربي (الإنجليزية)
- فيكايو توموري على موقع قاعدة بيانات كرة القدم.إي يو (الإنجليزية)
- فيكايو توموري على موقع ليكيب (الفرنسية)
- فيكايو توموري على موقع ناشيونال فوتبول تيمز (الإنجليزية)
- فيكايو توموري على موقع Soccerbase.com (لاعب) (الإنجليزية)
- فيكايو توموري على موقع Soccerway.com (الإنجليزية)
- فيكايو توموري على موقع عالم كرة القدم.نت (الإنجليزية)
- فيكايو توموري على موقع AS.com (الإسبانية)